# ヴォロガセス6世
ヴォロガセス6世（Vologases VI、? - 228年、在位：208年 - 228年）は、アルサケス朝パルティアの王。兄弟であるアルタバヌス4世に押され、その支配領域はバビロニア地方に限られていた。アルタバヌス4世の没後、ヴォロガセス6世もまたサーサーン朝の創始者アルダシール1世によってその地位を追われ、パルティア王国は滅亡することになる。

## 来歴
ヴォロガセス5世の息子として生まれた。208年に父の跡を継いでパルティア王となったが、弟のアルタバヌス4世はこれを不服としてただちに反乱に打って出た。アルタバヌス4世は王を名乗り、メディア地方を拠点にパルティアの大部分を制圧し、ヴォロガセス6世は何とかバビロニアを維持するに過ぎなくなった。
だが、ローマ帝国の皇帝カラカラが217年にアルタバヌス4世の拠点であったメディアを攻撃したため、ヴォロガセス6世の地位はしばらくの間安定した。カラカラが死に、次のローマ皇帝マクリヌスが即位してもなお戦闘が継続したが218年にはローマ軍は敗れて撤退した。
224年、パルティアの従属王国でありアルタバヌス4世の治下にあったペルシス王国でパーパクに代わってアルダシール1世が王となると、再びペルシスで反乱が発生した。アルタバヌス4世はアルダシール1世に敗れ、アルダシール1世は諸王の王を称するようになった。この結果スーレーン氏族をはじめ、いくつかの大貴族がアルダシール1世の覇権を認め、彼に帰順するに及びヴォロガセス6世にも攻撃が行われた。ヴォロガセス6世はアルダシール1世との戦闘によって戦死したとも言われる。ヴォロガセス6世が発行した最後のコインは228年の物である。
ここにパルティアは滅亡し、サーサーン朝ペルシア（ササン朝ペルシア）が新たな帝国を形成することになる。